# Piruvato descarboxilase
A piruvato descarboxilase (EC 4.1.1.1) é uma enzima homotetramérica que catalisa no citoplasma a descarboxilação do ácido pirúvico a acetaldeído e dióxido de carbono.
A esta enzima também se chama 2-oxoácido carboxilase, α-carboxilase, α-cetoácido carboxilase e descarboxilase pirúvica. Nas condições anaeróbicas, esta enzima é parte do processo de fermentação que produz etanol e que se ocorre nas leveduras, especialmente do gênero Saccharomyces. A piruvato descarboxilase depende dos cofatores tiamina pirofosfato (TPP) e magnésio. Esta enzima não deve ser confundida com a piruvato desidrogenase que catalisa a descarboxilação oxidativa do piruvato a acetil-CoA.